# Dicroisme circular
El dicroisme circular (en anglès: circular dichroism, CD) és el fenomen físic d'absorció diferent per part d'una substància quiral dels dos components, dreta i esquerra, de la llum polaritzada circularment. Amb el terme dicroisme circular també s'indica l'espectroscòpia basada en aquest principi. Aquest fenomen el va descobrir Aimé Cotton l'any 1896. En aquest fenomen, es basa l'espectroscòpia del dicroisme circular que es fa servir molt per estudiar l'esteroisomeria de les substàncies i en la determinació de l'estructura secundària de les proteïnes.
La llum polaritzada es pot descriure en termes de dos components polaritzats circularment: la llum circularment polaritzada dreta (LCPD) i la llum circularment polaritzada esquerra (LCPE). El vector camp elèctric associat a aquests dos tipus de llum polaritzada descriu en els dos casos una hèlix que, en el cas d'LCPD, serà una hèlix dextrogira (girarà cap a la dreta) i en el cas d'LCPE serà levògira (girarà cap a l'esquerra)
Aquests dos components de la llum polaritzada corren a una velocitat diferent en el medi quiral i d'això se'n deriva l'activitat òptica de les substàncies quirals.
L'instrument que es fa servir per a mesurar-ho és el dicrògraf: està compost de la font, que ha de ser particularment potent perquè ha de ser ΔIabsorbida soroll; el monocromador; el modulador de freqüència, que fa passar primer llum polaritzada circularment dreta i després la llum polaritzada circularment esquerra (o viceversa); el compartiment de la mostra i el detector.